# São Mateus do Maranhão
São Mateus do Maranhão este un oraș în unitatea federativă Maranhão (MA), Brazilia.